# Étienne Davignon
Étienne Davignon, född 4 oktober 1932 i Ungern, är en belgisk politiker, affärsman, comte och tidigare vice ordförande i EU-kommissionen.

## Biografi
Etienne Davignon studerade ekonomi och tog en magisterexamen i thomistisk filosofi vid Facultés Saint-Louis och Université catholique de Louvain. Efter att ha doktorerat i juridik vid Université catholique de Louvain, hamnade Davignon 1959 på Afrikaavdelningen vid Belgiens utrikesdepartement och blev efter bara två år attaché under dåvarande utrikesministern, Paul-Henri Spaak. Han efterträdde 1964 Robert Rothschild som chef för kabinettet. Han kvarblev vid den belgiska regeringen till 1965. 1970 var han ordförande för den expertkommitté som lade fram Davignonrapporten om en gemensam utrikespolitik för Europa.
Davignon blev senare International Energy Agencys förste chef (1974-1977), innan han blev ledamot av EU-kommissionen där han var vice ordförande 1981-1985. Willy De Clercq blev Belgiens EU-kommissionär när Davignon dragit sig tillbaka. Från 1989 till 2001 var han ordförande för den belgiska banken Société Générale de Belgique, som numera ingår i SUEZ (den ska inte förväxlas med den franska banken Société Générale). Han är numera vice ordförande för SUEZ dotterbolag Suez-Tractebel.
I egenskap av ordförande för Société Générale de Belgique, var han medlem av European Round Table of Industrialists. Han är för närvarande ordförande i Bilderberggruppen, och i Brussels Airlines som han deltog i grundandet av.
Davignon invaldes 1991 som utländsk ledamot av svenska Ingenjörsvetenskapsakademien. Den 26 januari 2004 erhöll han hederstiteln minister för staten (Minister van Staat), vilken gav honom säte i kungliga rådet (Kroonraad).
Farfadern Julien Davignon var utrikesminister i Belgien när första världskriget utbröt.